# 1970 في جامايكا
فيما يلي قوائم الأحداث التي وقعت خلال عام 1970 في جامايكا.

## ظهور
- 1 يناير – دانسهول
- 1 يناير – موسيقى الأمبينت

## مواليد

### فبراير
- 15 فبراير – بيفرلي ماكدونالد عداءة سرعة جامايكية.[1]

### مايو
- 2 مايو – ستيفن مالكولم لاعب كرة قدم جمايكي.[2]

### أغسطس
- 11 أغسطس – آرون لورانس لاعب كرة قدم جمايكي.

### سبتمبر
- 9 سبتمبر – وارين باريت لاعب كرة قدم جمايكي.

### أكتوبر
- 30 أكتوبر – نيا لونغ

### نوفمبر
- 8 نوفمبر – ديانا كينغ موسيقية جمايكية.[3]

### ديسمبر
- 12 ديسمبر – لويد باركر لاعب كرة قدم.

## وفيات

### يونيو
- 11 يونيو – فرانك سيلفارا (مواليد 1914)[4]